# Cohors I Syrorum
Die Cohors I Syrorum [sagittariorum oder sagittaria] (deutsch 1. Kohorte der Syrer [der Bogenschützen]) war eine römische Auxiliareinheit. Sie ist durch Inschriften belegt.

## Namensbestandteile
- Syrorum: der Syrer. Die Soldaten der Kohorte wurden bei Aufstellung der Einheit auf dem Gebiet der römischen Provinz Syria rekrutiert.

- sagittariorum oder sagittaria: der Bogenschützen. Der Zusatz kommt in einigen Inschriften[1] vor.

- Gordiana: die Gordianische. Eine Ehrenbezeichnung, die sich auf Gordian III. (238–244) bezieht. Der Zusatz kommt in einer Inschrift[2] vor.

Da es keine Hinweise auf die Namenszusätze milliaria (1000 Mann) und equitata (teilberitten) gibt, ist davon auszugehen, dass es sich um eine Cohors quingenaria peditata, eine reine Infanterie-Kohorte, handelt. Die Sollstärke der Einheit lag bei 480 Mann, bestehend aus 6 Centurien mit jeweils 80 Mann.

## Geschichte
Die Kohorte war vermutlich im 1. Jh. n. Chr. in der Provinz Mauretania Caesariensis stationiert. Im 3. Jh. war sie dann in der Provinz Numidia stationiert, wo sie durch Inschriften belegt ist. Der letzte Nachweis der Einheit beruht auf einer Inschrift, die auf 244/246 datiert wird.

## Standorte
Standorte der Kohorte in der Provinz Numidia waren möglicherweise:
- Auru (Ain el-Auenia): eine Inschrift[6] wurde hier gefunden.
- Gasr Duib: eine Inschrift[7] wurde hier gefunden.

## Angehörige der Kohorte
Folgende Angehörige der Kohorte sind bekannt.

### Kommandeure
| - L(ucius) Marci[us] Avit[us], ein Präfekt (AE 1967, 145) - Numisius Maximus, ein Tribun (AE 1950, 128) | - [Q(uintus) Bu]llatius Sabinus, ein Tribun (AE 1892, 13) |

### Sonstige
| - C(aius) Iulius Dapnus (CIL 8, 21038) | - Ti(berius) Iulius Selvanus (AE 1938, 120) |